# 幸せのちから (映画)
『幸せのちから』（原題: The Pursuit of Happyness）は、2006年のアメリカ映画。事業の失敗によりホームレスになるまで落ちぶれたが、最終的には成功を掴んだ実在の男性、クリス・ガードナーの半生を描いた作品である。
原題はアメリカ独立宣言における「幸福の追求（The pursuit of happiness）」に由来するものである。間違えられやすいが、この「ハピネス」は正式な綴りの「Happiness」ではなく、「Happyness」である。これは息子の託児所の落書きにあったスペルミスが元となっている。主人公を演じたウィル・スミスが第79回アカデミー賞で主演男優賞にノミネートされた。
Soweluの「幸せのチカラ」が日本のテーマソングに決定。

## ストーリー
1981年のサンフランシスコ。妻リンダと息子のクリストファーと暮らすクリス・ガードナーは、骨密度を測定する新型医療器械のセールスをしていた。大金をはたいて仕入れた時にはこの機械を「革命的な機械」と信じ、妻とともに希望にあふれていたが、いざセールスをしてみるとその機械は病院関係者にとって「レントゲンより少し鮮明に見える程度で高価な贅沢品」という無用の長物であった。そのため機械のセールスはうまくいかず税金も滞納し、妻のパートでなんとか乗り切る苦しい生活を送っていた。
そんなある日、彼は路上で「真っ赤なフェラーリ」を見かけて思わず持ち主に2つの質問をする。
「あなたに2つ質問がある。仕事と、その仕事にどうやって就いたんだ？」
「株の仲買人をしていて、学歴がなくてもなれる」と返された彼は、株に興味を持ち始め、たまたま見つけた証券会社の養成コースに願書を提出する。半年間の研修期間で定員は20名、その中で選ばれるのはたった1名。しかもそのためにはまず研修生に選ばれることが必要だった。そこで彼は人材課長のトゥイッスルに近づき、彼が持っていたルービックキューブ（当時テレビにも取り上げられるほど大流行していた）を数分で完成させ、驚かせる。そうしてトゥイッスルに認められたクリスは研修プログラムに合格、参加することになる。だが研修期間中は無給であった。もし1名に選ばれなかったら半年間が無駄になる。
そんなとき、とうとうリンダが苦しい生活に耐えかね、息子を連れて出て行ってしまった。クリスは保育所から息子のクリストファーを連れ帰ったものの、大家には立ち退きを命じられ、駐車違反で一晩拘留されてしまう。持ち前の誠実さと機転で研修生にはなれたが、息子と2人で安モーテルに住むことになった。幸い機械のセールスはうまくいき、4か月で売り切るが、一息つく間もなく税の未納分として、そのほとんどを差し押さえられてしまうのである。
行くあてもなく文字通り路頭に迷う2人は、駅のトイレや教会などを転々とするホームレス生活を送る。貯蓄も家もなく、明日も見えない辛い日々の中、クリスを突き動かすものは、この生活から脱け出し幸せになりたいという思いと、父親も知らず育った自分のような境遇を息子に味わわせたくない、という息子への愛情であった。

## エピソード
主人公の息子役にはウィル・スミスの実の息子であるジェイデン・スミスが配役され、親子共演となった。
この映画は実在するクリス・ガードナーの半生が元になっているが、劇中の最後のシーン（クリス役のウィル・スミスと息子が手をつなぎ歩いていくシーン）でクリス・ガードナー本人が登場し、2人の横を通り、それをウィル・スミスが振り返り見つめるという場面がある。

## キャスト
| 役名                       | 俳優                               | 日本語吹替   | 日本語吹替 |
| 役名                       | 俳優                               | ソフト版     | 日本テレビ版 |
| -------------------------- | ---------------------------------- | ------------ | --- |
| クリス・ガードナー         | ウィル・スミス                     | 江原正士     | 東地宏樹 |
| クリストファー             | ジェイデン・スミス                 | 小林翼       | 渡邉奏人 |
| リンダ                     | タンディ・ニュートン               | 石塚理恵     | 杉田かおる |
| ジェイ・トゥイッスル       | ブライアン・ホウ                   | 石田圭祐     | 玄田哲章 |
| マーティン・フローム       | ジェームズ・カレン                 | 稲垣隆史     | 川久保潔 |
| アラン・フレーケシュ       | ダン・カステラネタ                 | 稲葉実       | 伊藤昌一 |
| ウォルター・リボン         | カート・フラー                     | 横島亘       | 小島敏彦 |
| チュー夫人                 | タカヨ・フィッシャー               | 定岡小百合   | 竹口安芸子 |
| タクシードライバー         | ズハイル・ハダド                   | 辻親八       | |
| 大家                       | ヴィクター・レイダー＝ウェクスラー | 浦山迅       | |
| 男性運転手                 | ジョセフ・ヌネズ                   | 奈良徹       | |
| ウェイン                   | マーク・クリストファー・ローレンス | 朝倉栄介     | |
| ホームレス                 | ジョン・ロブ                       | 佐々木睦     | |
| ティム・リボン             | ドミニク・ボヴ                     | 東條加那子   | |
| ディーン・ウィッターの秘書 | エリン・ビアズ                     | 東條加那子   | |
| フェラーリのオーナー       | ジェフ・キャラン                   | ふくまつ進紗 | |
| 役員                       | ジョン・コヴァセヴィッチ           | 最上嗣生     | |
| インターン                 | ケヴィン・クルック                 | 井上剛       | |
| ロナルド・レーガン         | ロナルド・レーガン                 | 稲垣隆史     | |
| ヒッピー女                 | ジョイフル・レイヴン               | 瑚海みどり   | |
| バスドライバー             | ラシダ・クレンデニング             | 久行敬子     | |
| 秘書                       | アビゲイル・ヴァン・アリン         | 北西純子     | |
| スーツを着た通りがかりの男 | クリス・ガードナー                 | -            | - |
| その他                     | N/A                                | 斧アツシ     | 中博史 石森達幸 藤本譲 島香裕 小室正幸 小形満 緒方文興 田中一永 佐藤美一 杉村憲司 小橋知子 植竹香菜 武田華 馬場典子 森圭介 |

- ソフト版
翻訳：松崎広幸、演出：木村絵理子、録音/調整：オムニバス・ジャパン
- 日本テレビ版：初回放送2009年3月6日『金曜ロードショー』（21:00~23:09）
翻訳：徐賀世子、演出：小山悟、 制作：別府憲治(HALF H・P STUDIO)

## 評価
レビュー・アグリゲーターのRotten Tomatoesでは177件のレビューで支持率は67%、平均点は6.40/10となった。Metacriticでは36件のレビューを基に加重平均値が64/100となった。